# Vulcano (A5335)
El Vulcano (A5335) es un buque de aprovisionamiento logístico de la Marina Militare de Italia. Es el cabeza de serie de la clase Vulcano. Fue puesto en gradas en 2016, botado en 2017 y asignado en 2021.

## Construcción y características
Fue puesto en gradas en octubre de 2016, botado en abril de 2017 y comisionado el 12 de marzo de 2021 en Muggiano. Junto a su gemela en construcción, será el reemplazo de los Stromboli y Vesuvio.